# Criticalidade auto-organizada
Em física, criticalidade auto-organizada (self-organized criticality em inglês) ou SOC é uma propriedade de sistemas dinâmicos que têm um ponto crítico como atrator. Seu comportamento macroscópico apresenta assim invariância de escala espacial e/ou temporal característica do ponto crítico de uma transição de fase, mas sem a necessidade de ajustar os parâmetros de controle em um valor preciso, porque o sistema, efetivamente, ajusta-se à medida que evolui para a criticidade.
O conceito foi apresentado por Per Bak, Chao Tang e Kurt Wiesenfeld ("BTW") em um artigo publicado em 1987 no Physical Review Letters, e é considerado um dos mecanismos pelos quais a complexidade  surge em natureza. Seus conceitos foram aplicados com entusiasmo em campos tão diversos como  geofísica , cosmologia, biologia evolutiva, ecologia, computação bio-inspirada, otimização (matemática), economia, gravidade quântica, sociologia, física solar, física de plasma e  neurobiologia 
    e outros.
O SOC é tipicamente observado em sistemas de não equilíbrio com extensos graus de liberdade e um alto nível de não-linearidade. Uma condição necessária para o SOC é que uma variável (por exemplo energia, tensão) é lentamente acumulada ("slow driven") e eventos de relaxação (avalanches, terremotos) ocorrem em uma escala de tempo muito rápida.
  Muitos exemplos individuais foram identificados desde o documento original do BTW, mas até à data não existe um conjunto conhecido de características gerais que garantam que um sistema exibirá SOC.